# Škoda 637
O Škoda 637 é um automóvel tchecoslovaco que foi fabricado pela Škoda de 1932 a 1935.
O carro possui um motor de válvulas laterais de 1961 cc, seis cilindros, que é uma versão ampliada do motor de 1792 cc introduzido no bem-sucedido Škoda 633 em 1931. A transmissão é através de uma embreagem de placa única e uma caixa de engrenagens de quatro velocidades com terceira e quarta marchas sincronizadas.
As rodas são de aço prensado, com freios a tambor. O carro possui tomada de 12 volts. Na carroceria eram pressionados painéis de aço em uma estrutura de freixo.

## Type 637
A versão original de 1932 do Type 637 foi produzida em uma estrutura de escada. Seu motor de 1961 cc produz 37 cv.
Em 1933, um trio de carros Type 637 conquistou o segundo, o terceiro e o quarto lugar na classe de dois litros da corrida de 1.000 milhas da Tchecoslováquia. Em 1934, um Type 637 conquistou novamente o segundo lugar.
Mas as condições econômicas estavam ruins no início da década de 1930, e a Škoda vendeu muito poucos carros do Type 637. Apenas 11 foram produzidos.

## Type 637D e 637K
A Škoda desenvolveu um novo chassi de túnel central com base no conceito bem-sucedido da Tatra. Isso tinha mais rigidez torcional do que uma estrutura de escada. O primeiro Škoda a ter um chassi de túnel central foi o 420 Standard introduzido em 1933. Em 1934, Škoda aplicou uma versão maior do mesmo chassi ao Type 637.
Ao mesmo tempo, a Škoda aumentou a potência do motor Type 637 para 45 cv, dando uma velocidade máxima de 110 km/h. O modelo aprimorado foi designado Type 637D. As opções de carroceria oferecidas incluíam um sedã de duas portas ou quatro portas e uma limusine de seis lugares e "seis luzes" com teto solar. As vendas melhoraram um pouco, com 39 carros sendo produzidos.
A Škoda revisou o modelo novamente como o 637K. As vendas permaneceram baixas, com apenas 17 exemplos desta versão sendo produzidos. A produção cessou em 1935.

## Sucessores

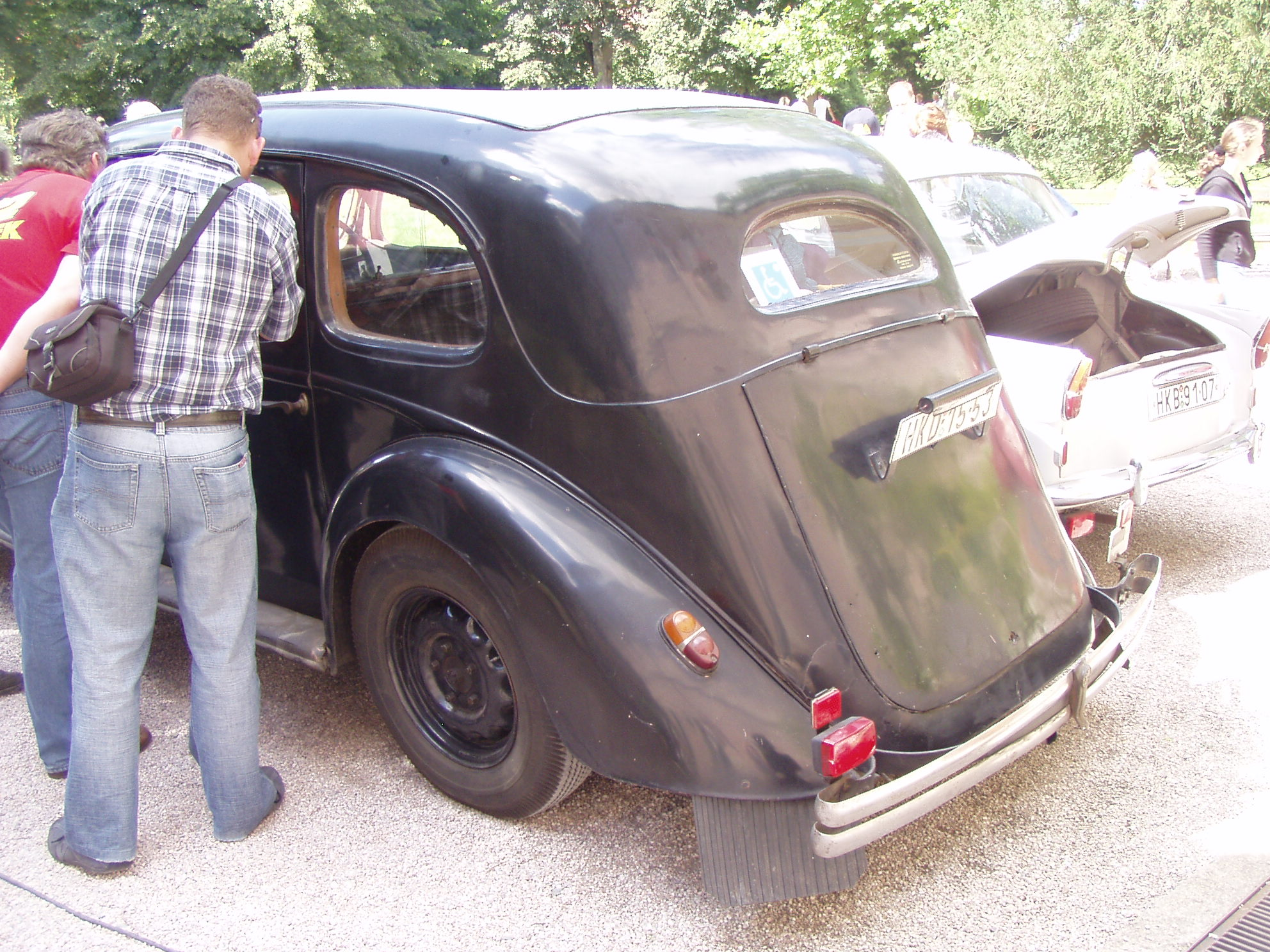
Traseira do 637

Um Type 637 com seu motor aumentado para 2492 cc e seu chassi mais longo tornou-se o protótipo Škoda Type 640. O modelo foi lançado em 22 de outubro de 1934 como o Škoda Superb.
Em 1936, Škoda tentou retornar ao segmento intermediário de mercado do Type 637 com o Škoda Favorit de quatro cilindros. Esse modelo também sofria de vendas baixas e a produção cessou em 1941.